# Paratachardina theae
Paratachardina theae är en insektsart som först beskrevs av Green in Green och Mann 1907.  Paratachardina theae ingår i släktet Paratachardina och familjen Kerriidae. Inga underarter finns listade i Catalogue of Life.